# Omar Rodríguez-López
Omar Alfredo Rodríguez-López (nascido em 1º de Setembro de 1975) é um multi-instrumentista, produtor, escritor, ator e diretor cinematográfico natural de Bayamón, Porto Rico. Ele é conhecido por ter sido guitarrista, produtor e líder do grupo de rock progressivo The Mars Volta, guitarrista na banda de post-hardcore At the Drive-In e também por participar de inúmeros projetos, como Bosnian Rainbows, De Facto e Antemasque.
Também se lançou em carreira solo, tanto em estúdio como em performances ao vivo, frequentemente designada como experimental, avant-garde ou progressiva, e que tem a colaboração de numerosos artistas, incluindo John Frusciante.

## Biografia
Rodríguez-López nasceu em Porto Rico e cresceu em El Paso, Texas, mas viveu parte da sua infância na Carolina do Sul. Ele toca baixo desde os 12 anos de idade, mas seguidamente trocou para guitarra aos 15 porque "precisava de mais cordas". Foi por esta altura que Rodríguez-López conheceu Cedric Bixler-Zavala enquanto praticava com o seu amigo Paul Hinojos. Desde então, Rodríguez-López tem passado a maioria do seu tempo vivendo e trabalhando com o seu amigo próximo Bixler-Zavala. Durante este tempo ele, frequentemente, colaborou com os seus amigos e futuros companheiros de banda em El Paso, que incluia pessoas como Paul Hinojos, Cedric Bixler-Zavala, Julio Venegas e mais tarde Jeremy Michael Ward. Ele frequentou a Coronado High School em El Paso.

## At the Drive-In (1996-2001)
Rodriguez-Lopez ingressou no At the Drive-In em meados de 1996, onde atuou como baixista. Eles então gravaram seu primeiro álbum de estúdio, Acrobatic Tenement, depois de fecharem um contrato com a Flipside Records. Com a absência de Jim Ward em 1997, Omar então assume o posto de guitarrista e a banda grava mais dois álbuns de estúdio e dois EPs. Em 2001, Rodriguez-Lopez e Bixler-Zavala deixam o At the Drive-In para trabalhar em novos projetos, deixando a banda em "hiato indefinido".

## De Facto e The Mars Volta (2001-2012)
Rodriguez-Lopez e Bixler-Zavala se uniram a Jeremy Michael Ward and Isaiah "Ikey" Owens para formar a banda de dub De Facto, a qual já havia começado alguns anos antes do fim do At the Drive-In. Eventualmente a banda se expandiria e se tornaria o The Mars Volta, comandada por Rodriguez-Lopez. Eles então lançam o primeiro EP, Tremulant em abril de 2002, e em seguida gravam seu primeiro álbum de estúdio, De-Loused in the Comatorium, que acabou se tornando o maior sucesso da banda. O grupo continuaria gravando e realizando turnês até o seu fim em 2012.

## Carreira solo e outros projetos (2001-atualmente)

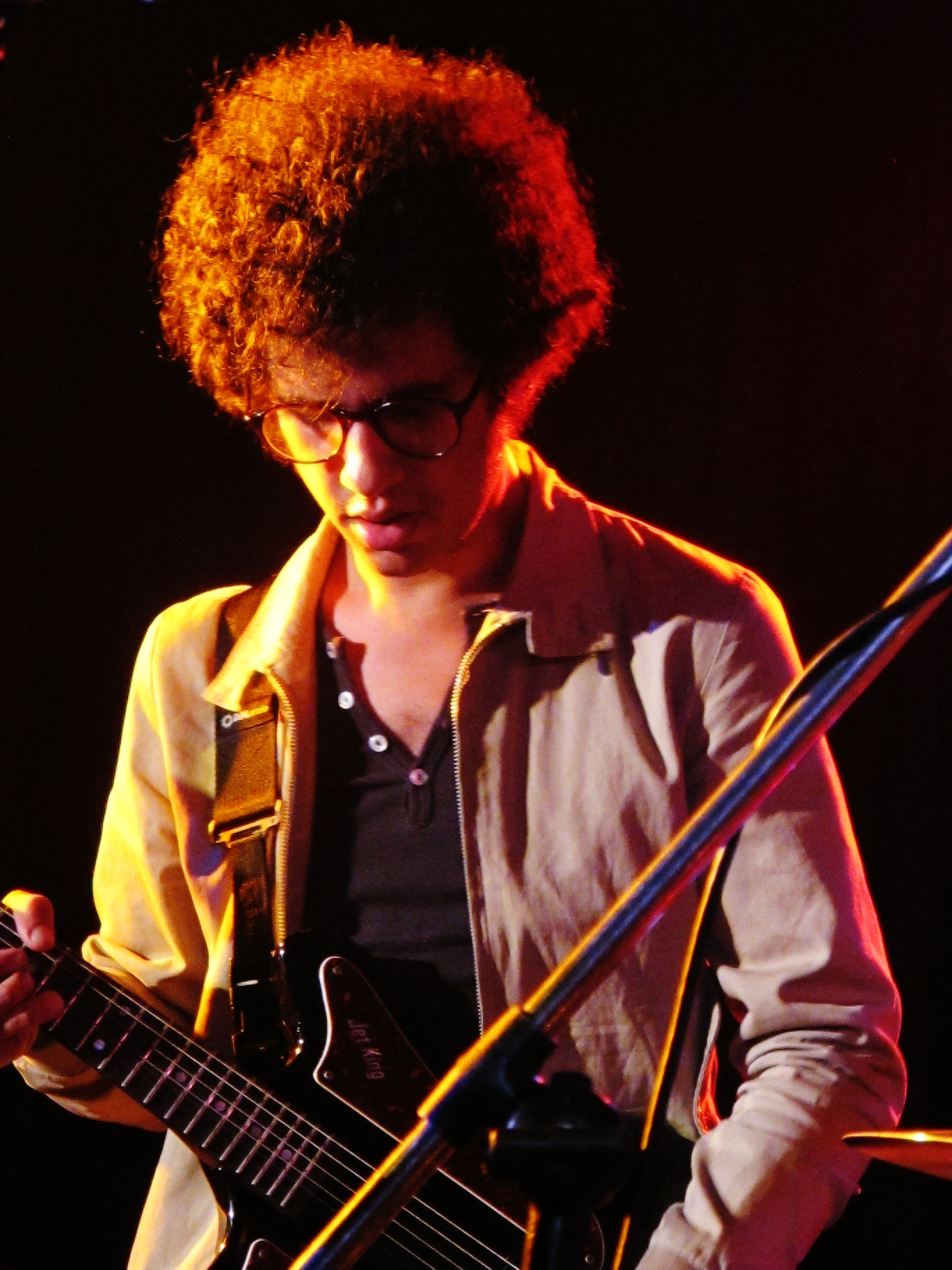
Omar Rodríguez-López / Le Butcherettes @ East Brunswick Club, Melbourne, Austrália, 13 de dezembro de 2011.

Após o término do At the Drive-In, Omar passou a produzir seu próprio material sozinho, além de trabalhar em projetos como De Facto e The Mars Volta. Seu primeiro álbum solo, A Manual Dexterity: Soundtrack Volume One foi gravado em 2001 com alguns overdubs gravados em 2004. O álbum foi planejado para ser usado como trilha sonora de um filme que Omar estava produzindo, porém, devido a problemas legais, o filme nunca foi publicado, e sua trilha sonora foi lançada em agosto de 2004.
Em 2005, Omar mudou-se para Amsterdam, onde gravou uma série de álbuns que foi intitulada "Amsterdam series".
Ainda em 2005, formou o Omar Rodriguez Lopez Quintet que contava com Omar na guitarra, seu irmão Marcel Rodríguez-López na bateria, Juan Alderete no baixo, Adrián Terrazas-González no saxofone, clarinete, flauta e percussão e Money Mark nos teclados e sintetizadores. Mais tarde este quinteto se renomearia para Omar Rodriguez Lopez Group e passaria por severas mudanças em sua composição ao longo dos anos. Outros grupos também foram criados por Omar, como El Grupo Nuevo de Omar Rodriguez Lopez e El Trío de Omar Rodríguez-López.
Rodriguez-Lopez lançou inúmeros álbuns entre 2004 e 2013, quando deu uma pausa em sua carreira solo para formar e produzir outras bandas, como Bosnian Rainbows e Le Butcherettes. Em julho de 2016, a Ipecac Recordings anunciou que estaria lançando 12 álbums gravados por Omar até o mês de dezembro. A maioria destas gravações foram realizadas entre 2008-2013. Em dezembro, quando o último álbum da série havia sido lançado, uma nova série foi anunciada para o ano de 2017.

## Discografia
Carreira solo
| - A Manual Dexterity: Soundtrack Volume One (2004) - Omar Rodriguez (2005) - Se Dice Bisonte, No Búfalo (2007) - The Apocalypse Inside of an Orange (2007; como "Omar Rodriguez Lopez Quintet") - Calibration (Is Pushing Luck and Key Too Far) (2007) - Absence Makes the Heart Grow Fungus (2008) - Minor Cuts and Scrapes in the Bushes Ahead (2008) - Old Money (2008) - Megaritual (2009) - Despair (2009) - Cryptomnesia (2009; como "El Grupo Nuevo De Omar Rodriguez Lopez") - Los Sueños de un Hígado (2009; como "Omar Rodriguez Lopez Group") - Xenophanes (2009) - Solar Gambling (2009) - Ciencia de los Inútiles (2010; como "El Trio De Omar Rodriguez Lopez") - Sepulcros de Miel (2010; como "Omar Rodriguez Lopez Quartet") - Tychozorente (2010) - Cizaña de los Amores (2010) - Mantra Hiroshima (2010) - どういたしまして (2010; como "Omar Rodriguez Lopez Group") - Un Escorpión Perfumado (2010) - Telesterion (2011; compilação) - Un Corazón de Nadie (2012) - Saber, Querer, Osar y Callar (2012) - Octopus Kool Aid (2012) - Equinox (2013) - Woman Gives Birth To Tomato! (2013; como "Omar Rodriguez Lopez Group") - Unicorn Skeleton Mask (2013) - ¿Sólo Extraño? (2013) | - Sworn Virgins (2016) - Corazones (2016) - Blind Worms Pious Swine (2016) - Arañas en la Sombra (2016) - Umbrella Mistress (2016) - El Bien y Mal Nos Une (2016) - Cell Phone Bikini (2016) - Infinity Drips (2016) - Weekly Mansions (2016) - Zapopan (2016) - Nom de Guerre Cabal (2016) - Some Need It Lonely (2016) - A Lovejoy (2016) - Roman Lips (2017) - Zen Thrills (2017) - Chocolate Tumor Hormone Parade (2017) - Ensayo de un Desaparecido (2017) - Azul, Mis Dientes (2017) - Gorilla Preacher Cartel (2017) - Killing Tingled Lifting Retreats (2017) - Solid State Mercenaries (2017) - Birth of a Ghost (2017) - Doom Patrol (2017) - The Clouds Hill Tapes Parts I, II & III (2020) - Live at Clouds Hill (2024) - Is It the Clouds? (2024) |

Colaborações
- Please Heat This Eventually (EP) (2006; como "Omar Rodriguez-Lopez and Damo Suzuki")
- Omar Rodriguez-Lopez & Lydia Lunch (EP) (2007; como "Omar Rodriguez-Lopez and Lydia Lunch")
- Omar Rodriguez-Lopez & Jeremy Michael Ward (2008; como "Omar Rodriguez-Lopez and Jeremy Michael Ward)
- The Burning Plain soundtrack (promo only) (2008; como "Hans Zimmer and Omar Rodriguez-Lopez")
- Omar Rodriguez-Lopez & John Frusciante (2010; como "Omar Rodriguez-Lopez and John Frusciante")
- Faust & Omar Rodriguez Lopez Live at Clouds Hill (2012; como "Faust and Omar Rodriguez-Lopez")

Com o Startled Calf
- I Love Being Trendy (1993)

Com o At the Drive-In
- Acrobatic Tenement (1996)
- El Gran Orgo (1997)
- In/Casino/Out (1998)
- Vaya (1999)
- Relationship of Command (2000)
- This Station Is Non-Operational (2005, compilação)
- in•ter a•li•a (2017)
- Diamanté (2017)

Com o De Facto
- 456132015 (2001)
- Megaton Shotblast (2001)
- How Do You Dub? You Fight For Dub, You Plug Dub In (2001)
- Légende du Scorpion a Quatre Queues (2001)

Com The Mars Volta
- Tremulant (2002)
- De-Loused in the Comatorium (2003)
- Live (2003)
- Frances the Mute (2005)
- Scabdates (2005)
- Amputechture (2006)
- The Bedlam in Goliath (2008)
- Octahedron (2009)
- Noctourniquet (2012)
- The Mars Volta (2022)
- Que Dios Te Maldiga Mi Corazón (2023)

Com Le Butcherettes
- Sin Sin Sin (2011)
- Cry Is for the Flies (2014)

Com o Bosnian Rainbows
- Bosnian Rainbows Live at Clouds Hill (2012)
- Bosnian Rainbows (2013)

Com o Kimono Kult
- Hiding in the Light (2014)

Com o Antemasque
- Antemasque (2014)

Com o Crystal Fairy
- Crystal Fairy (2017)

Participações especiais
- Shadows Collide With People de John Frusciante (2004)
- Inside of Emptiness de John Frusciante (2004)
- Curtains de John Frusciante (2005)
- Radio Vago de Radio Vago (2005)
- "Live Private Booths" de Alavaz Relxib Cirdec (2005)
- The Phantom Syndrome de Coaxial (2005)
- Stadium Arcadium de Red Hot Chili Peppers (2006)
- I'll Sleep When You're Dead de El-P (2007)
- New Amerykah Part One de Erykah Badu (2008)
- Leslie White de Taka Takaz (2009)
- Sympathy for Delicious OST de Burnt the Diphthongs (2010)
- Negativa de Hour of the Monarchy (2010)
- Entren Los Que Quieran de Calle 13 (2010)
- The Golden Age of Knowhere de Funeral Party (2011)
- Ximena Sariñana de Ximena Sariñana (2011)
- Tercer Solar de Apolo (2014)

Como produtor
- El Gran Orgo de At the Drive-In (1997; co-produzido com Bryan Jones e membros do At the Drive-In)
- Sunshine / At the Drive-In de At the Drive-In (2000; co-produzido com membros do At the Drive-In)
- De-Loused in the Comatorium  de The Mars Volta (2003; co-produzido com Rick Rubin)
- Live de The Mars Volta (2003; co-produzido com Cedric Bixler-Zavala)
- A Manual Dexterity: Soundtrack Volume 1 (2004)
- Frances the Mute  de The Mars Volta (2005)
- Scabdates  de The Mars Volta (2005)
- Omar Rodriguez (2005)
- Radio Vago de Radio Vago (2005)
- Amputechture de The Mars Volta (2006)
- Please Heat This Eventually (2007)
- Se Dice Bisonte, No Bùfalo (2007)
- Omar Rodriguez-Lopez & Lydia Lunch (2007)
- The Apocalypse Inside of an Orange (2007)
- Calibration (Is Pushing Luck and Key Too Far) (2007)
- The Bedlam in Goliath de The Mars Volta (2008)
- Omar Rodriguez Lopez & Jeremy Michael Ward (2008)
- Absence Makes the Heart Grow Fungus (2008)
- Minor Cuts and Scrapes in the Bushes Ahead (2008)
- Old Money (2008)
- Megaritual (2009)
- Despair (2009)
- Cryptomnesia (2009)
- Octahedron de The Mars Volta (2009)
- Terra Incognita de Juliette and The New Romantiques (2009)
- Los Sueños de un Higado (2009)
- Xenophanes (2009)
- Solar Gambling (2009)
- Ciencia de los Inútiles (2010)
- Omar Rodriguez Lopez & John Frusciante (2010)
- Sepulcros de Miel (2010)
- Tychozorente (2010; co-produzido com Elvin Estela)
- Cizaña de los Amores (2010)
- Mantra Hiroshima (2010)
- どういたしまして (2010)
- Un Escorpión Perfumado (2010)
- Telesterion (2011)
- Sin Sin Sin de Le Butcherettes (2011)
- Noctourniquet de The Mars Volta (2012)
- Un Corazón de Nadie (2012)
- Saber, Querer, Osar y Callar (2012)
- Octopus Kool Aid (2012)
- Equinox (2013)
- Woman Gives Birth To Tomato! (2013)
- Unicorn Skeleton Mask (2013)
- ¿Sólo Extraño? (2013)
- Guardián de Apolo (2015)
- A Raw Youth de Le Butcherettes (2015)
- Norma de Mon Laferte (2018)